# Tethybatis selachoides
Tethybatis selachoides (de Carvalho, 2004) è un pesce cartilagineo estinto, appartenente ai miliobatiformi. Visse nel Cretaceo superiore (tra Campaniano e Maastrichtiano, circa 72 milioni di anni fa) e i suoi resti fossili sono stati ritrovati in Italia. 

## Descrizione
Questo animale simile a una razza era di grosse dimensioni e possedeva un corpo appiattito e ampio, costituito da un disco sorretto internamente da propterigi e radiali. La coda era molto robusta, simile a quella degli squali (da qui l'epiteto specifico selachoides, ovvero "simile a uno squalo") e dotata di grandi pinne dorsali e caudali. Il corpo di Tethybatis era ricoperto da un fitto rivestimento di denticoli dermici molto piccoli e compatti.  
Questo animale era distinguibile da altri batoidi per il propterigio molto allungato, che raggiungeva anteriormente la scatola cranica, e composto da un singolo elemento. Altre caratteristiche di Tethybatis erano date dalla mancanza di grandi spine sul dorso, presenti invece negli assai simili Platyrhinidae, e dalla presenza di un notevole spazio tra le iomandibole e le mandibole (che indicava forse la presenza di una grande apertura spiracolare).

## Classificazione
Secondo un'analisi cladistica, Tethybatis sembrerebbe il membro più primitivo della famiglia Platyrhinidae, un gruppo di razze comprendenti alcune specie attuali, ed è anche l'unico membro di questa famiglia conosciuto nel Mesozoico.
Tethybatis selachoides venne descritto per la prima volta nel 2004, sulla base di due fossili provenienti dai giacimenti fossiliferi di Nardò, in provincia di Lecce. Tethybatis è stato il primo batoideo del Cretaceo superiore ad essere conosciuto per resti articolati.